# Sebastião José de Carvalho e Melo, markis av Pombal

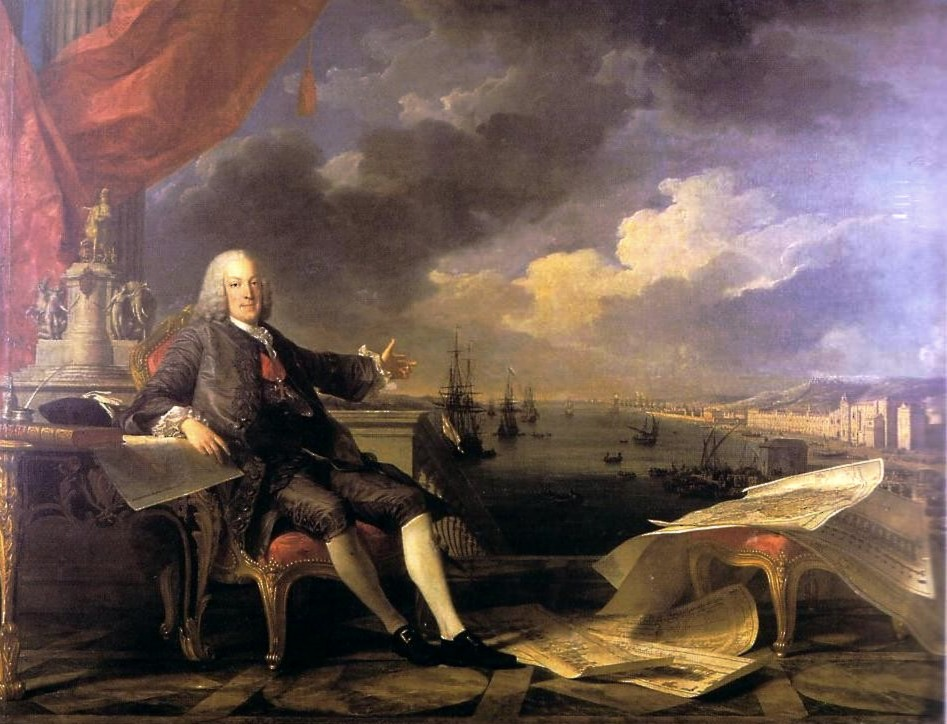
Markisen av Pombal, "Utvisningen av jesuiterna" av Louis-Michel van Loo, 1766.

Sebastião José de Carvalho e Melo, greve av Oeiras, markis av Pombal, född 13 maj 1699, död 8 maj 1782, var en portugisisk statsman. 

## Biografi
Pombal blev greve av Oeiras 1755 och markis av Pombal 1770, och sin politiska utbildning och kulturella förankring fick Pombal i London, där han vistades som sändebud mellan 1739 och 1745, varefter han förflyttades till Wien. Han blev Portugals ledande man; utrikesminister 1749, premiärminister 1756.
Pombal blev en ivrig anhängare av upplysningstidens idéer. Han hade en lysande administrativ förmåga och genomdrev sina åtgärder med diktatorisk myndighet. Han företrädde närmast storbourgeoisiens intressen och genomförde en rad åtgärder i upplysningstidens anda, befordrade skolväsendet, reformerade rättskipningen, stabiliserade finanserna. Hans merkantilistiska handelspolitik främjade Portugals och koloniernas industri och handel. Hans organisatoriska talang nådde ryktbarhet genom hans insats vid återuppbyggnadsarbetet efter jordbävningen i Lissabon 1755. Stadsdelen Baixa Pombalina, uppförd i nyklassisistisk stil, är namngiven efter honom.
Pombal försökte krossa reaktionen ledd av jesuiterna och högadeln; bland annat förbjöd han jesuitorden och konfiskerade dess egendom 1759. År 1760 avbröts de diplomatiska förbindelserna med kurian. År 1773 avskaffades slaveriet.
I samband med Josef I:s död 1777 undanrycktes Pombals stöd hos kungamakten, och därmed tvingades han avgå 1781 och förvisades från hovet. Hans reformarbete tillintetgjordes av den följande regimen.
Markisens av Pombal memoarer utgavs i två band 1843.